# Federico I de Meissen
Federico I, apodado el Valiente o el Mordido (en idioma alemán: Friedrich der Freidige o Friedrich der Gebissene; 1257, Eisenach-16 de noviembre de 1323, Eisenach) fue margrave de Meissen y landgrave de Turingia. Fue el hijo de Alberto II y Margarita de Sicilia.

## Biografía
Según la leyenda, su madre, huyendo de su marido infiel en 1270, recordando el dolor de la separación, mordió a Federico en la mejilla, por lo cual se hizo conocido como el Mordido.
Después de la muerte de Conradino de Hohenstaufen en 1268, se convirtió en el heredero legítimo de los Hohenstaufen, y reclamó el Reino de Sicilia, tomando brevemente los títulos de rey de Jerusalén y Sicilia y duque de Suabia. (Aunque no era descendiente de los reyes de Jerusalén, su abuelo Federico II Hohenstaufen, había reclamado el reino para sí mismo.
Suabia, empeñado por Conradino antes de su última expedición, se estaba desintegrando como unidad territorial. No fue reconocido en Outremer y Carlos de Anjou estaba profundamente arraigado en el poder en el sur de Italia. Federico propuso una invasión a Italia en 1269, y atrajo una cierta ayuda de lombardos y gibelinos, pero sus planes nunca se llevaron a cabo, y él no participó más en los asuntos italianos. A partir de 1280, fue conde palatino de Sajonia.
Debido a que su padre prefería a su medio hermano Apitz (Alberto), Federico y su hermano Diezmann libraron una guerra contra él. Federico fue capturado en 1281, pero después de una larga guerra con su padre reconoció los derechos de los hermanos en 1289. Después de la muerte de su primo Federico Tuta (1291), ambos hermanos tomaron posesión de sus tierras y Federico recibió el Margraviato de Meissen, dejando a su padre solo el Margraviato de Landsberg. Sin embargo, el rey Adolfo de Nassau pensaba que Meissen y la Sajonia oriental deberían volver a la corona después de la muerte de Tuta, y compró Turingia al endeudado Alberto. Los hermanos fueron llamados de nuevo a las armas en defensa de su herencia, pero tuvieron que abandonar la tierra. Federico se quedó fuera del hogar hasta la muerte de Adolfo, cuando las tierras regresaron a él. Pero ahora, su padre y él estaban reconciliados. Poco después, sin embargo, el rey Alberto I de Habsburgo reclamó Turingia y recibió el apoyo de las ciudades, que anhelaban independizarse. La familia del landgrave fue sitiada en el Castillo de Wartburg de Eisenach, sin embargo, las tropas de Federico lograron liberarlos. Pero solo la victoria en Lucka el 31 de mayo de 1307 dio el alivio a los dos hermanos, y antes de que el rey pudiera reunir nuevas fuerzas, murió.
Después de la muerte de Diezmann (1307) los vasallos prestaron homenaje solamente a Federico, porque Alberto había renunciado a la regla de anualidad. Sólo algunas ciudades se oponían todavía a Federico. Pero Erfurt fue sometido por la fuerza, y se reconcilió también con el emperador Enrique VII del Sacro Imperio Romano, a quien Federico se había negado inicialmente a presentar. En 1310, el Emperador le concedió sus tierras como feudos.
Sin embargo, la pelea con Brandeburgo todavía continuaba y cuando Federico fue capturado por Waldemar, Margrave de Brandeburgo-Stendal, tuvo que comprar su libertad con 32 000 marcos de plata y la cesión de Baja Lusacia en el Tratado de Tangermünde de 1312. Las peleas recomenzaron en 1316, pero terminó en 1317 con la Paz de Magdeburg. A través de la extinción de la Casa de Ascania, Federico recuperó todos los territorios perdidos a excepción de Landsberg y Baja Lusacia. 
Paralizado por una apoplejía desde 1321, Federico murió el 16 de noviembre de 1323 en Eisenach. Sus restos fueron trasladados más tarde a Castillo Grimmenstein en Gotha y después de su demolición fueron enterrados en Castillo Friedenstein, sin embargo, su tumba fue erigida en Reinhardsbrunn. En 1285, se casó con Inés, hija del conde Meinhard II de Gorizia-Tirol y de Isabel de Baviera, la madre viuda de Conrado, y después de su muerte se casó con Isabel de Arnshaugk, la hija de su madrastra, en 1303. Sólo dos hijos lo sobrevivieron, Isabel, que estaba casada con Enrique II, Landgrave de Hesse, en 1322, y Federico, su sucesor.

## Familia
Federico se casó en 1286 con Inés de Gorizia-Tirol (m. 14 de mayo de 1293), hija de Meinhard II de Gorizia-Tirol, duque de Carintia y de Isabel de Baviera. Tuvieron un hijo:
1. Federico el Cojo (9 de mayo de 1293-13 de enero de 1315, Zwenkau), se casó con Ana de Sajonia-Wittenberg (m. 22 de noviembre de 1327, Wismar), hija del duque  Alberto II de Sajonia

Se casó por segunda vez con Isabel de Lobdeburg-Arnshaugk (1286-22 de agosto de 1359, Gotha) el 24 de agosto de 1300 y tuvieron dos hijos:
1. Isabel (1306-1368), se casó con Enrique II de Hesse, en 1322
2. Federico II de Meissen

| Predecesor: Alberto II   | Margrave de Meissen 1292-1323   | Sucesor: Federico II |
| Predecesor: Teodorico IV | Landgrave de Turingia 1298-1323 | Sucesor: Federico II |